# Boston Red Sox
Boston Red Sox là đội bóng chày chuyên nghiệp Mỹ được thành lập tại Boston, Massachusetts. Boston Red Sox tham gia giải Major League Baseball (MLB) là thành viên của American League (AL) khu vực miền Đông. Boston Red Sox đã giành được 9 World Series trong 13 lần tham dự. Được thành lập năm 1901,  sân nhà của Boston Red Sox là sân Fenway Park từ năm 1912. Biệt danh  "Red Sox" được chọn bởi chủ sở hữu đội bóng, John I. Taylor, năm 1908, dựa trên tên của đội bóng chày cùng thành phố  "Boston Red Stockings".
Boston Red Sox đánh bại Pittsburgh Pirates và là đội bóng chày đầu tiên vô địch World Series năm 1903  và sau đó giành thêm 4 chức vô địch từ 1903 đến  1918.  Tuy nhiên sau đó đội bóng trải qua thời gian không vô địch lâu nhất lịch sử bóng chày, 86 năm trước khi đội bóng vô địch World Series lần thứ 6 năm 2004. Sau đó đội bóng tiếp tục  vô địch World Series năm 2007 và 2013, Boston Red Sox trở thành đội bóng đầu tiên giành 3 World Series trong thế kỷ 21.  . Đội bóng kình địch của Boston Red Sox là New York Yankees, được cho là những cặp kình địch cạnh tranh khốc liệt nhất trong lich sử thể thao chuyên nghiệp Bắc Mỹ.
 Boston Red Sox được sở hữu bởi Fenway Sports Group, và cũng là chủ sở hữu câu lạc bộ bóng đá  Liverpool F.C. tại Premier League, Anh.  Boston Red Sox nằm vị trí thứ 18 trong bảng xếp hạng những câu lạc bộ thể thao có giá trị nhất Thế giới, và đứng vị trí thứ 5 trong MLB.